# Перламутр

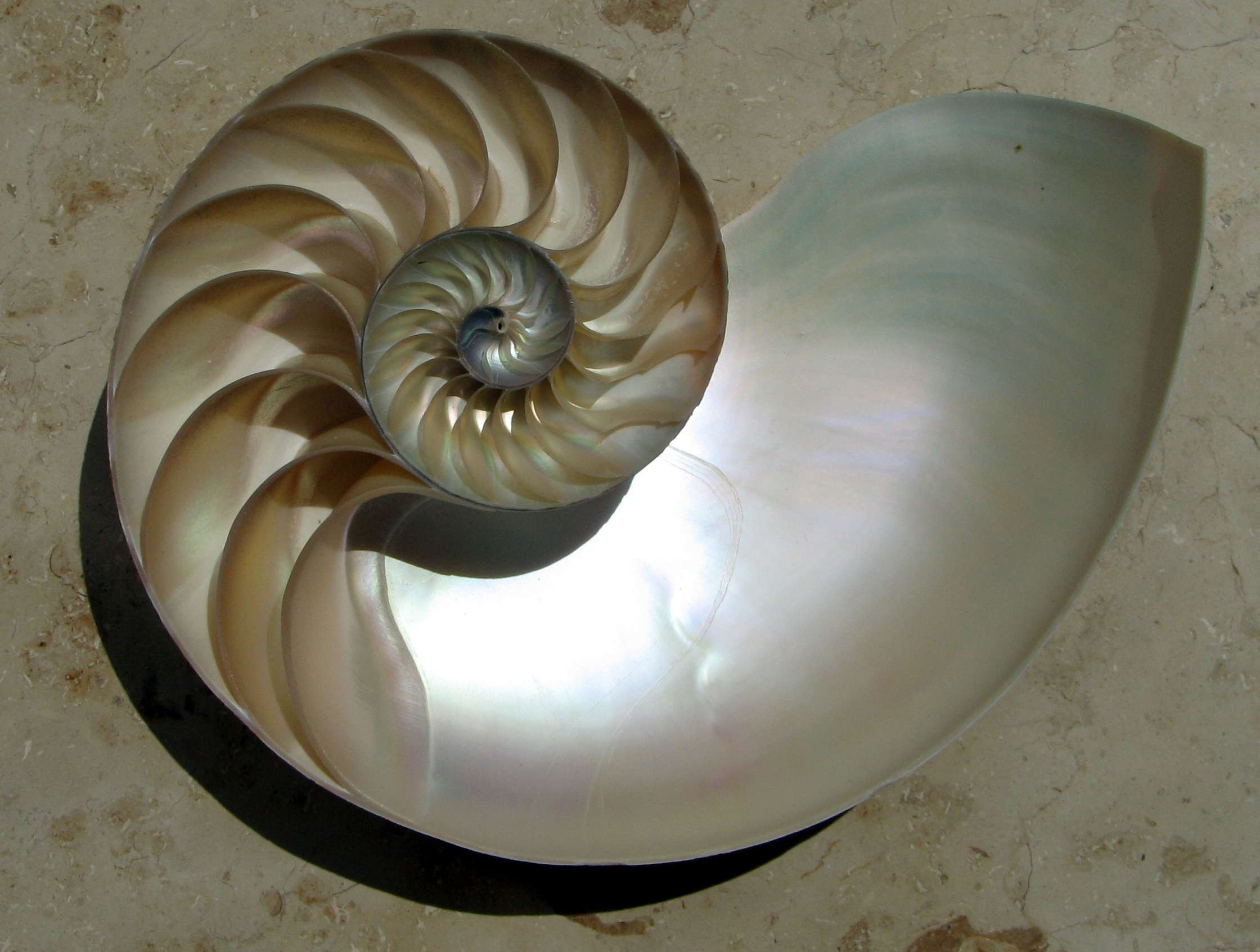
Радужный перламутр наутилуса

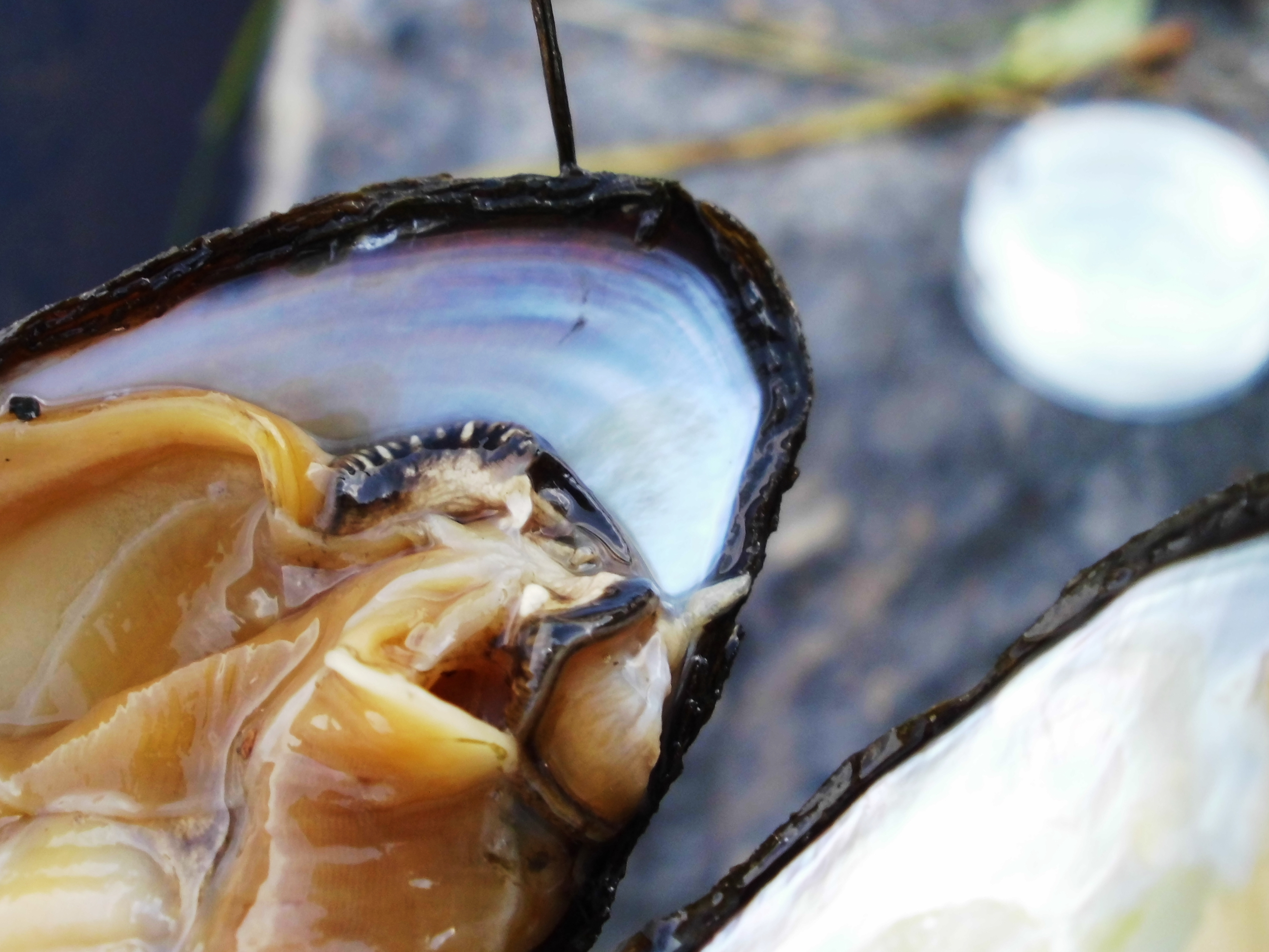
Внутренний перламутровый слой раковины перловицы обыкновенной

Перламу́тр (от нем. Perlmutter — «мать жемчуга») — внутренний слой раковин пресноводных и морских моллюсков. Натуральный органико-неорганический композит. Жемчуг и перламутр имеют почти одинаковый состав.

## Добыча
Главными местами добычи перламутровых раковин являются Персидский залив, Красное море, Цейлон, Япония, Борнео и Филиппины, некоторые тропические острова Тихого океана. Часто эти раковины являются побочным продуктом производства культивированного жемчуга.
Перламутр добывается и из некоторых пресноводных моллюсков, в частности перловицы обыкновенной.
До применения синтетических пигментов и полимеров для имитации перламутра с середины XVII века широко использовалась «жемчужная эссенция» (суспензия вымытого из чешуи некоторых рыб, в частности уклеек, серебристого пигмента в желатине), которая применялась в качестве перламутрового пигмента для красок, для изготовления искусственного перламутра и жемчуга.
Искусственные перламутровые пигменты изготавливаются из микроскопических частиц некоторых разновидностей слюд, стекла с нанесёнными на поверхность частиц оксидами металлов полупрозрачными слоями, мелкодисперсных порошков металлов в полимерах.

## Описание
Перламутр состоит из шестиугольных пластинок арагонита (кристаллов карбоната кальция CaCO3) размерами 10-20 микрон в ширину и 0,5 микрона в толщину, расположенных параллельными слоями. Эти слои разделены листами органической матрицы, состоящей из эластичных биополимеров (таких как хитин, люстрин и шёлкоподобные белки).

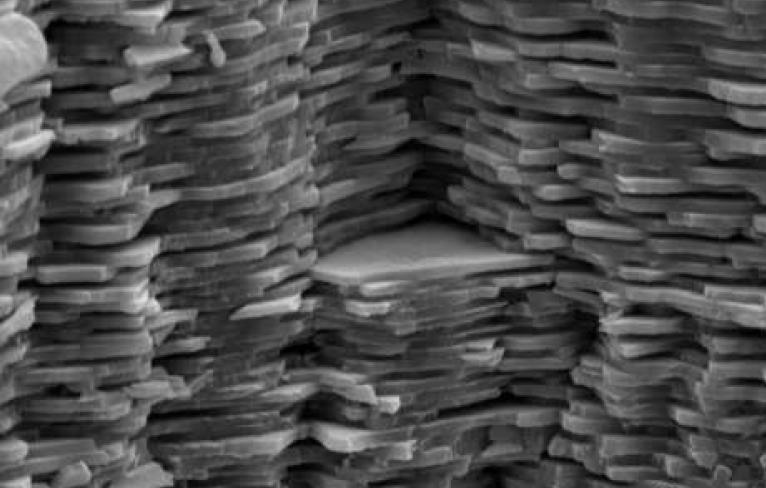
Электронная микроскопия

Свет, проходящий по оси одного из кристаллов, отражается и преломляется другими кристаллами, создавая эффект радуги. Это можно также объяснить тем, что толщина кристаллов арагонита сравнима с длиной волны видимого света и поэтому свет различных длин волн испытывает многократную и разнообразную интерференцию, выливаясь в различную окраску в зависимости от угла взгляда.

## Применение

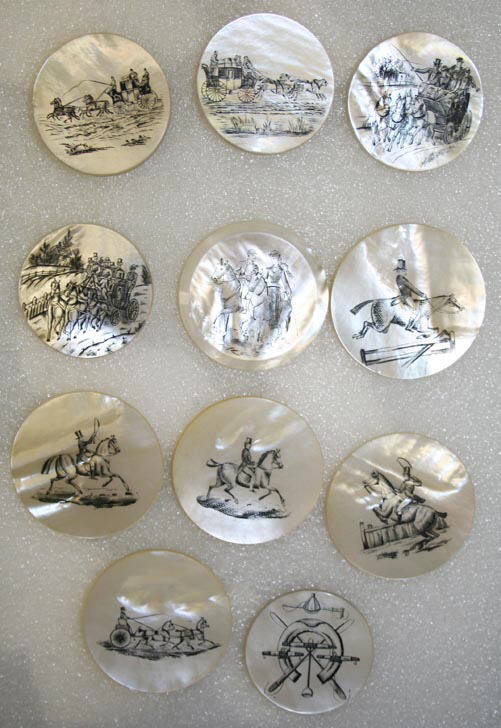
Перламутровые пуговицы с рисунками

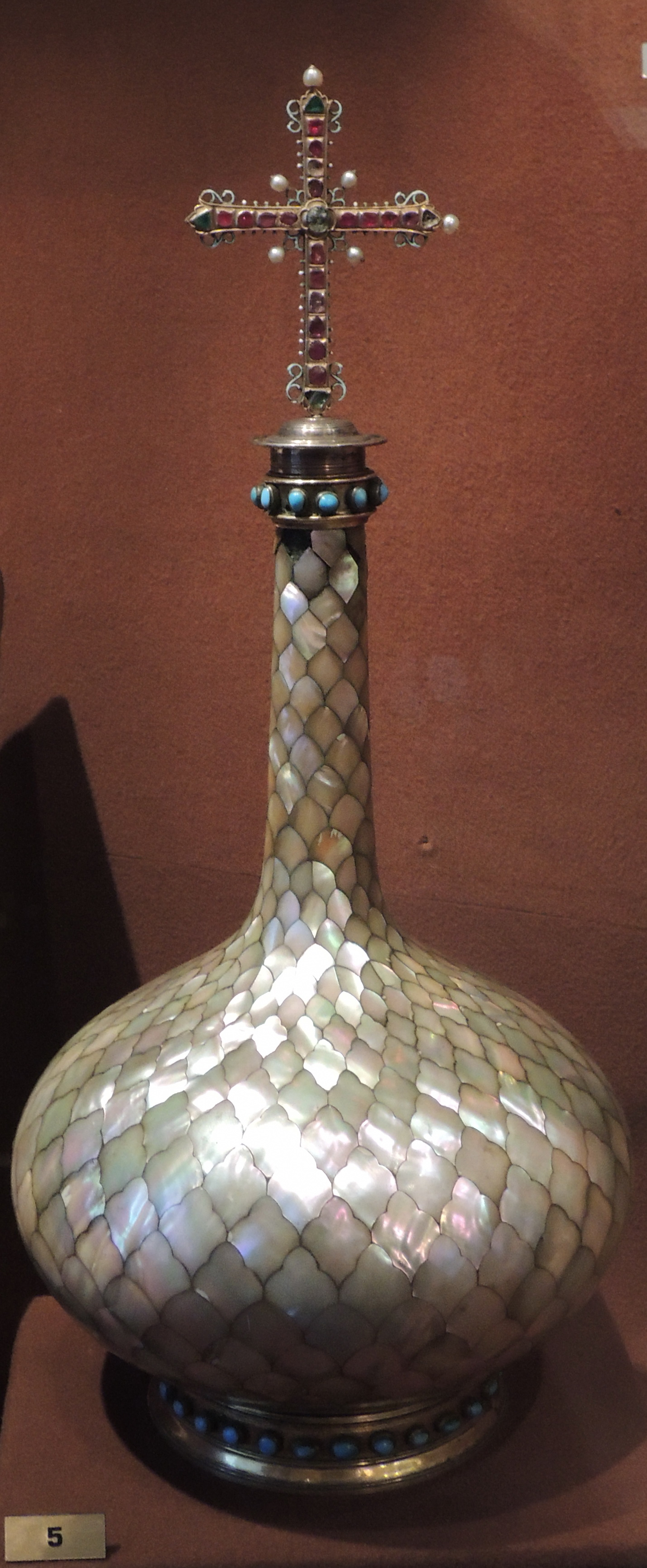
Алавастр, инкрустированный перламутром

С древности перламутр используется для инкрустации различных предметов обихода и изготовления украшений (перламутровые нити, на Украине бусы-баламуты). Перламутр издавна использовался для изготовления резных изделий и резки камней. Для обработки перламутра используют обычные стальные инструменты и резцы. Окончательная шлифовка и полировка осуществляется на полировальнике из ткани, кожи или фетра при помощи окиси олова, окиси алюминия, крокуса. В настоящее время высококачественные перламутровые раковины можно найти в многочисленных ручьях, реках и озёрах почти повсеместно на востоке США, в Канаде, Мексике, в Европе, Азии, Японии и других местах.
В последнее время всё больше ювелиров-дизайнеров прибегают к применению перламутра различных цветов и оттенков в современных ювелирных изделиях. Перламутр хорошо сочетается как с серебром и органическими камнями (кораллом, жемчугом), так и с поделочными камнями (малахитом, бирюзой, агатом). Но в последних коллекциях авангардных ювелирных изделий можно увидеть сочетания перламутра и с бриллиантами, изумрудами, сапфирами, благородным опалом. Новое направление в дизайне ювелирных изделий — изготовление украшений с элементами перламутровой мозаики. Мозаика — это древнее искусство выкладывания небольших разноцветных кусочков на скрепляющую основу (цемент, клей, эпоксидные смолы) с целью украшения поверхности.
Материалом для перламутровой мозаики служит перламутр различных цветов и оттенков, желательно одной толщины. В композиции могут также присутствовать пластины малахита, бирюзы, коралла, гагата. Размер пластин перламутра, используемых для мозаичных работ, зависит от размера мозаики. Общее правило гласит: если размер мозаики в целом меньше чем 0,3×0,3 м, размер отдельных кусочков не должен превышать 5 мм. Другое правило гласит: мозаики выглядят лучше и более профессионально, если все кусочки имеют приблизительно один и тот же размер. Для основания мозаик выполняется изделие по традиционной технологической схеме как для выемчатой или перегородчатой эмали.
Для выбора композиции перламутровой мозаики лучше ограничиваться геометрическими орнаментами. Так как каждая деталь рисунка должна быть вырезана точно по контуру, необходимо избегать в рисунке сложных изгибов, сопряжение которых с соседними пластинами будет представлять серьёзную проблему. При выборе любой композиции большое значение имеет цвет перламутра и его интенсивность.
Остановившись на определённой композиции, её делят на детали так, чтобы каждая из них могла быть сделана из одной пластины. Оригиналом руководствуются при наборе мозаики, а переведённая на бумагу копия разрезается на отдельные детали. Вырезанные из бумаги детали мозаики наклеиваются на выбранные пластины с помощью водостойкого клея. Детали мозаики вырезаются из пластин с помощью подрезной пилы, при этом припуск должен быть не менее 1,5 мм. Затем на небольшом обдирочном круге, закреплённом в шпинделе станка для резьбы по камню, стачивают все края деталей точно по линиям контура, стараясь боковую поверхность деталей шлифовать так, чтобы она составляла прямой угол с поверхностью пластины. Чем лучше будут обработаны края деталей мозаики, тем плотнее можно будет подогнать их друг к другу и тем совершеннее будет работа.
Если изготавливается небольшая мозаика, то можно слоем клея покрыть сразу все основание и тотчас же уложить на него кусочки перламутра. В том случае, если рисунок сложный, его набирают на стекле, постоянно сверяя с оригиналом, затем по стандартной схеме набор переносят на основание. Когда клей затвердеет, поверхность мозаики из перламутра шлифуют на планшайбе с применением свободного абразива и полируют.
Перламутр также употребляется как материал для изготовления пуговиц, клавиш музыкальных инструментов, в качестве основы в ювелирных изделиях и в декоративно-прикладной живописи — например, в федоскинской миниатюре на поверхности основы для живописи часто делаются вставки из перламутра.
В искусстве стран Дальнего востока — Японии, Китае, Корее, Вьетнаме — перламутр занимает важное место, им инкрустируются ширмы, шкатулки, веера, гребни, различные панно.
В наши дни перламутр также применяется в косметологической промышленности, инкрустаций у музыкальных инструментов (в частности, электрогитар).
В Древнем Риме перламутр являлся символом власти и мудрости, считалось, что он приносит счастье.

### Перламутровые иконы
С XVII века в Палестине производились иконы из перламутра, выполненные в технике гравюры и резьбы. Предметы изготавливались местными жителями для продажи паломникам, посещавшим Палестину.

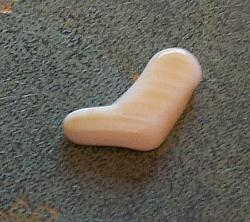
Кусок перламутра
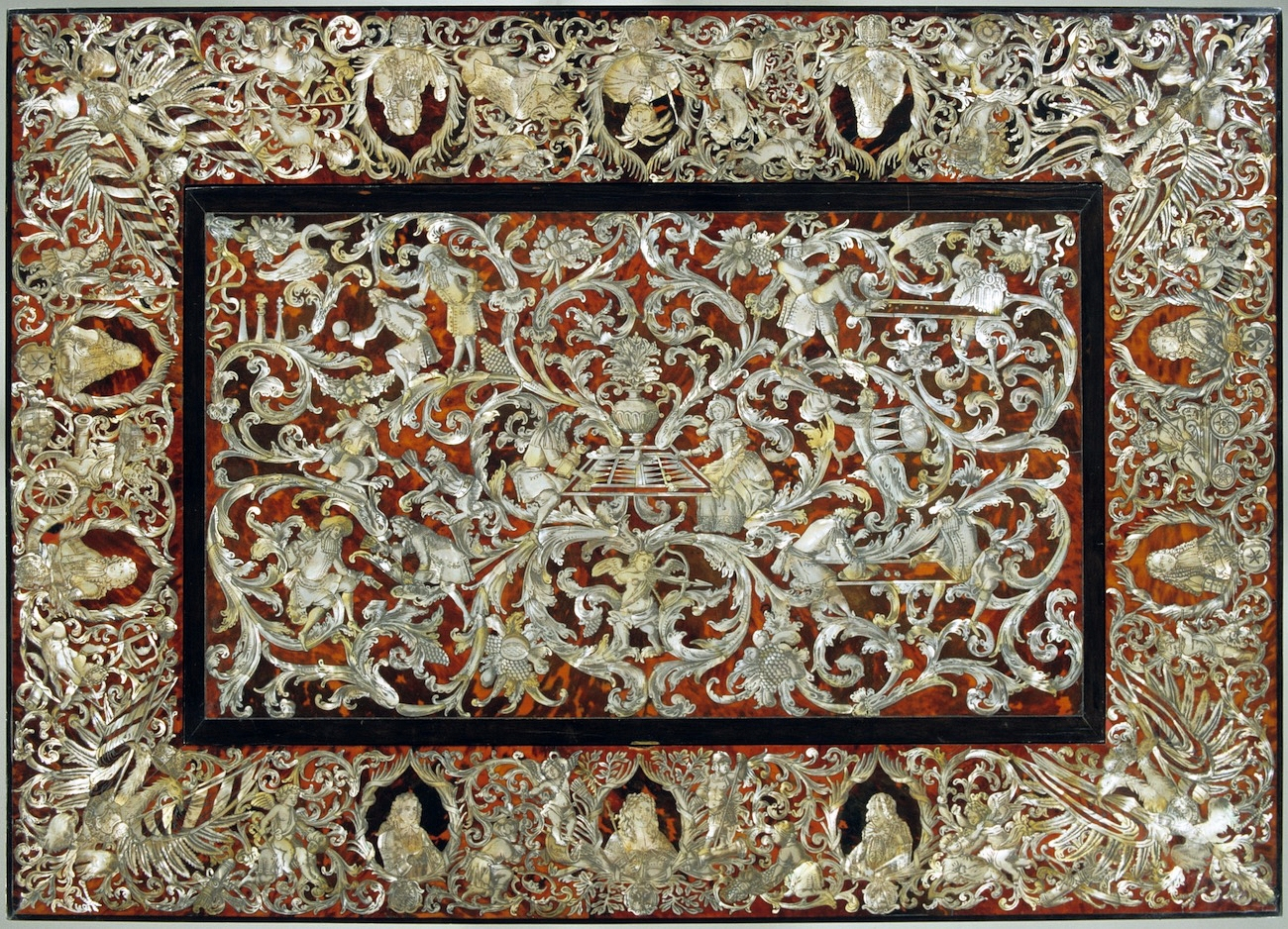
Шкатулка, инкрустированная перламутром. Музейный экспонат
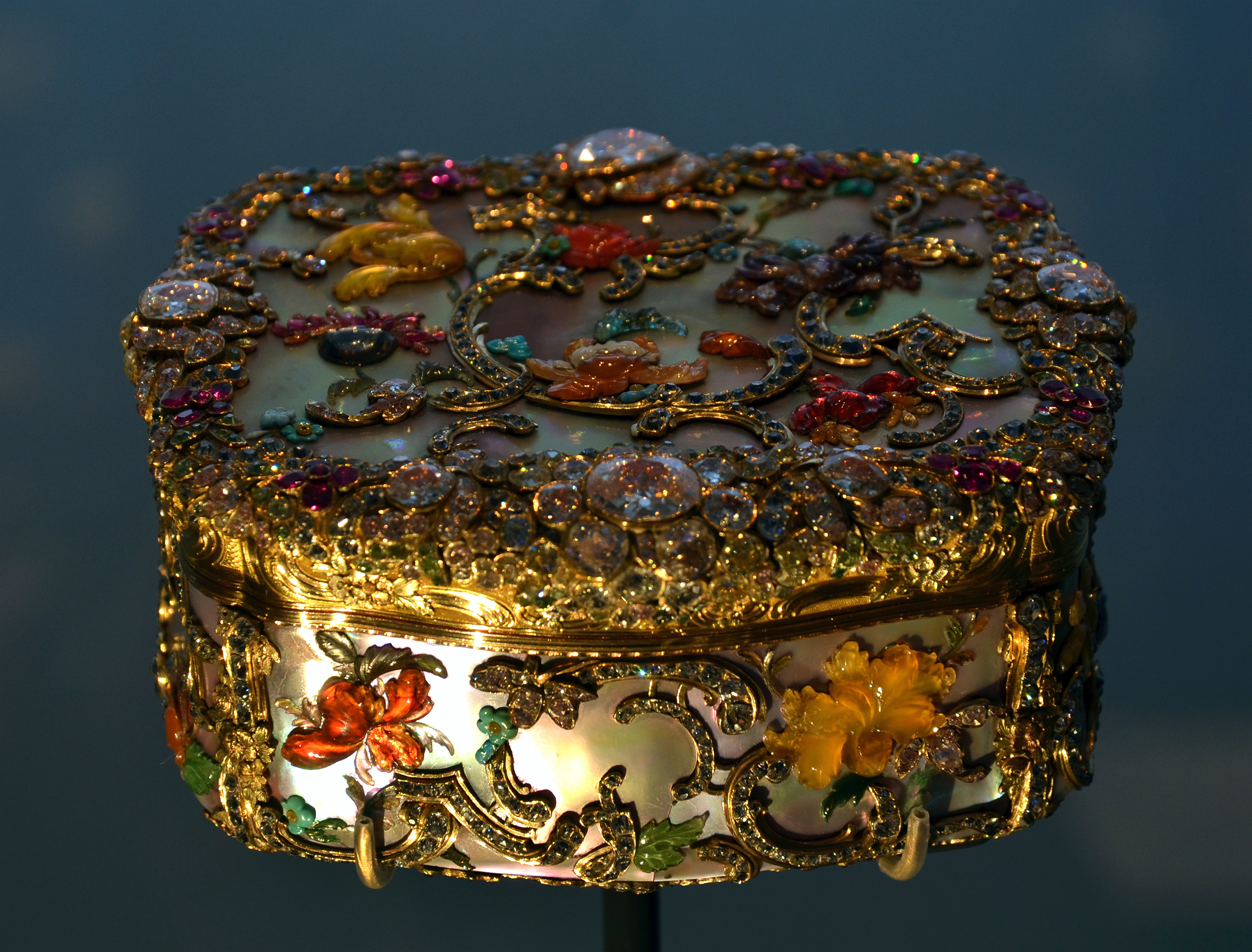
Шкатулка, покрытая перламутром. Музейный экспонат
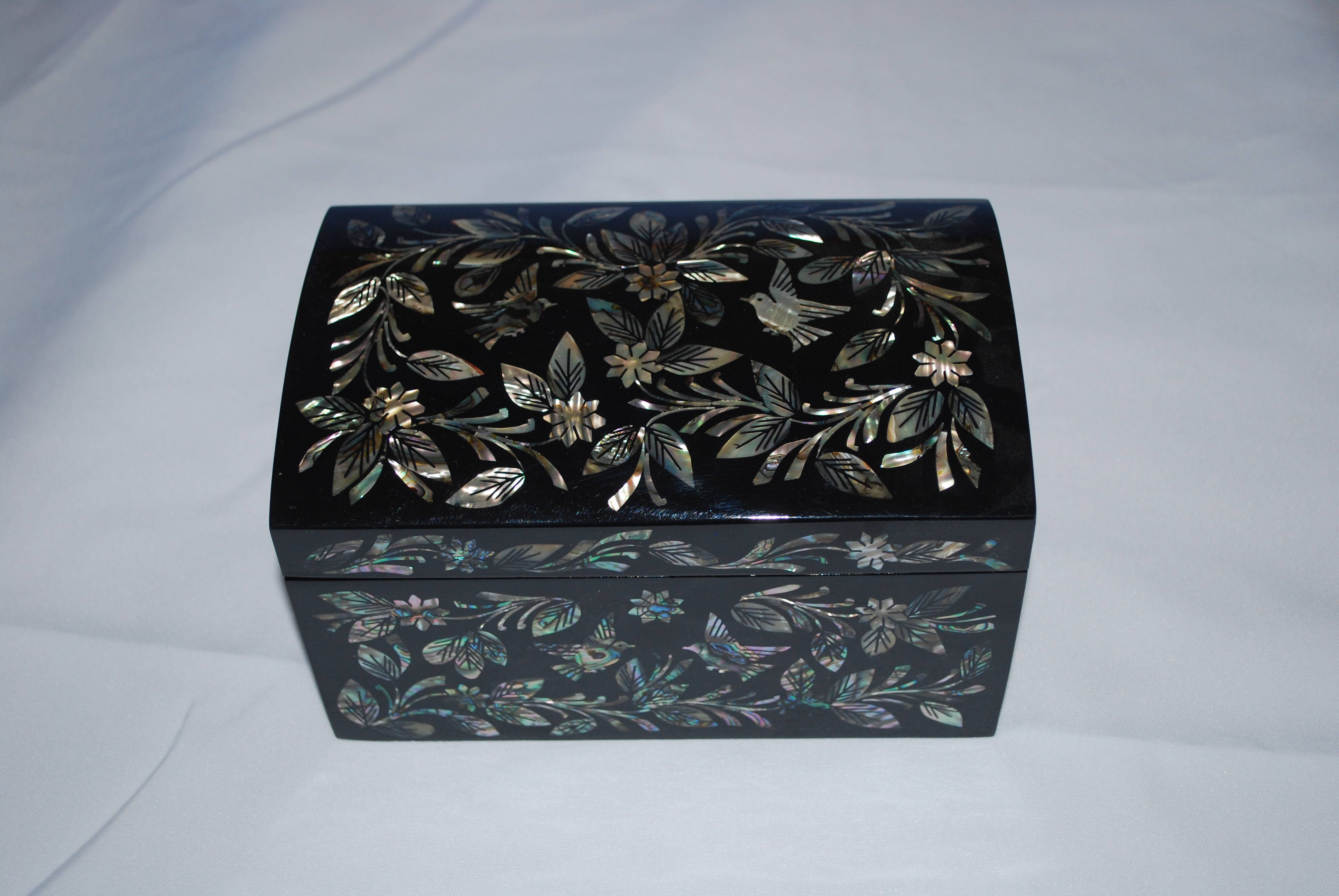
Современная шкатулка, инкрустированная перламутром
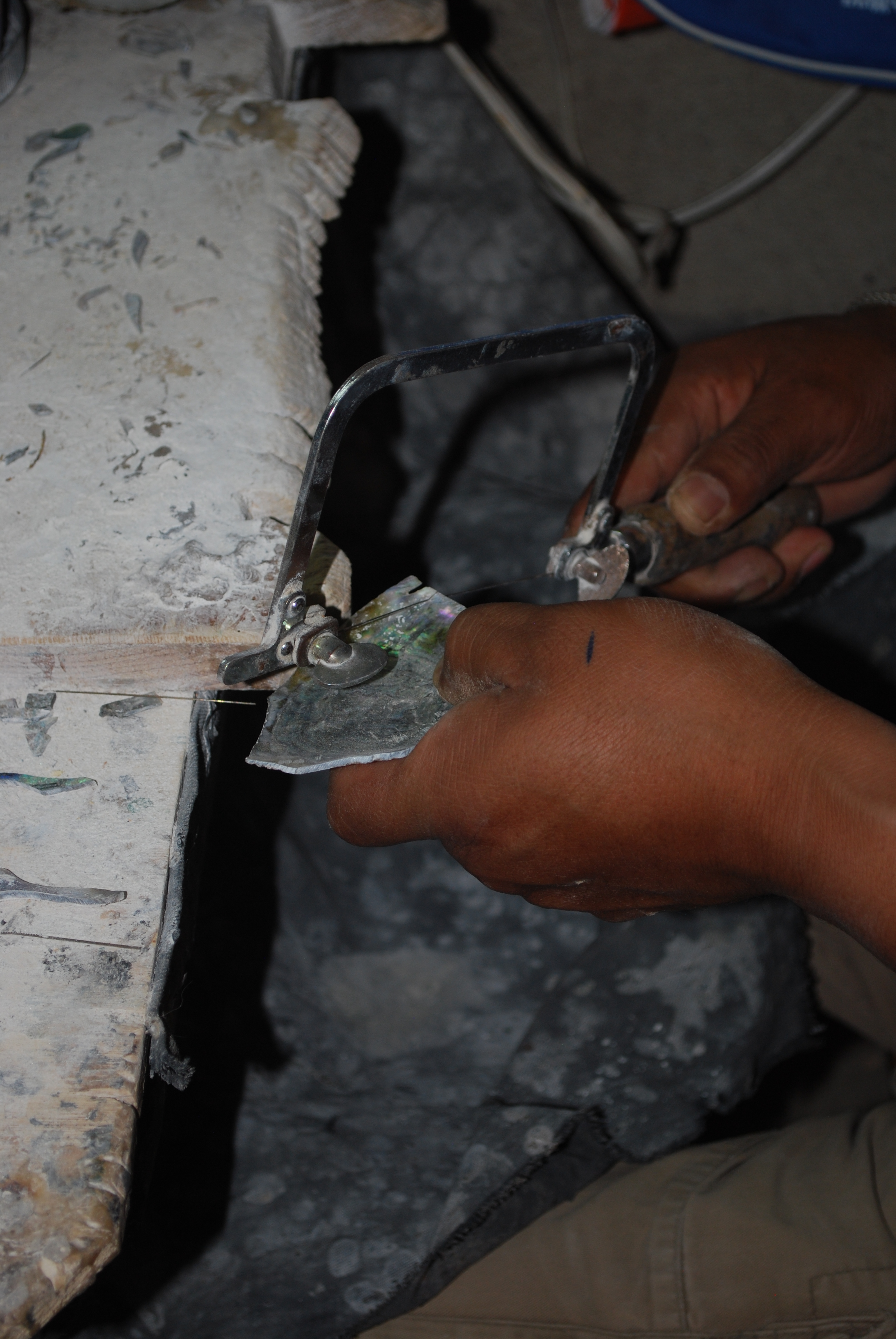
Вырезание из раковины деталей для инкрустации перламутром
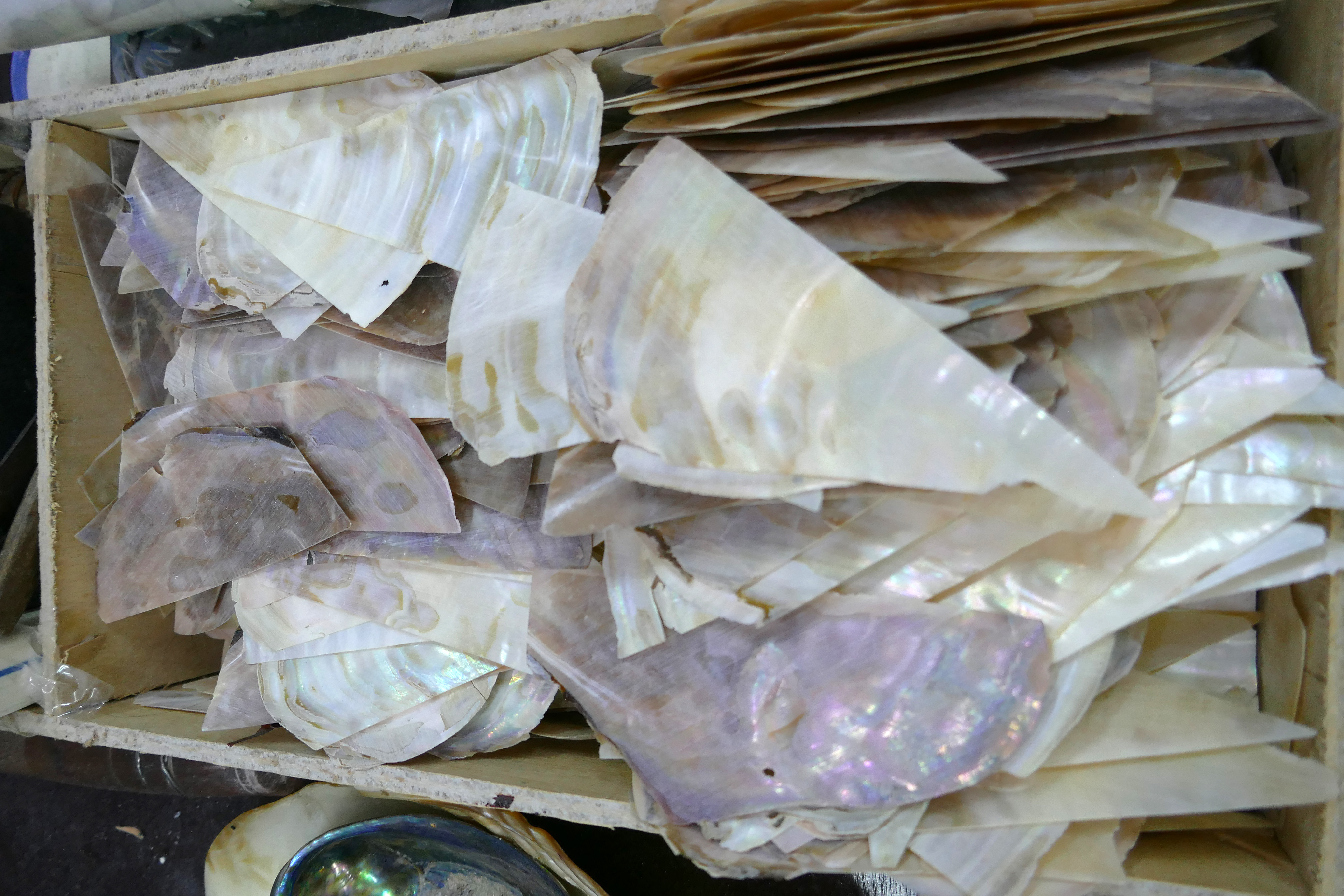
Запас раковин для изготовления заготовок